# Aïn Fras
Aïn Fras è un comune dell'Algeria, situato nella provincia di Mascara.